# David Heinemeier Hansson
David Heinemeier Hansson (conegut com a DHH a les comunitats de Ruby i ALMS) és un programador danès i el creador de l'entorn de treball de desenvolupament web Ruby on Rails i el wiki Instiki. És també un inversor a l'empresa de desenvolupament de programari web 37signals.
Hansson és coautor de Agile Web Development with Rails amb Dave Thomas com a part de la sèrie The Facets of Ruby. També és coautor de Getting Real i Rework amb Jason Fried.

## Programació
L'any 1999 Hansson va fundar i va crear un lloc web i una comunitat sobre notícies daneses sobre jocs en línia anomenada Daily Rush, que va administrar fins a 2001.
Després d'atreure l'atenció de Jason Fried oferint-li ajuda amb programació en PHP, Hansson va ser contractat per Fried per construir una eina web d'administració de projectes, que es va convertir finalment en el producte de programari com a servei Basecamp de 37signals.
Per assistir-se en el procés de desenvolupament, Hansson va emprar el llenguatge de programació Ruby (aleshores desconegut) per desenvolupar un entorn de treball per a aplicacions web personalitzat. L'entorn de treball web que va crear va ser publicat per separat de l'eina d'administració de projectes com el projecte de codi obert Ruby on Rails. L'any 2005 va ser reconegut per Google i O'Reilly amb el premi Hacker of the Year per la creació de Ruby on Rails.
Després de graduar-se a la Copenhagen Business School i de rebre el seu graduat de batxillerat en Ciències de la Computació i Administració d'Empreses, es va mudar de Dinamarca a Chicago el novembre de 2005.